# Сељачка буна (албум)
Сељачка буна је други и последњи албум српске рок супергрупе Фамилија, објављен 1997.

## Позадина
Други албум је имао исти стил који је бенд имао на дебију. Албум је, као и претходни, продуцирао Ђорђе Петровић, а на њему је било четрнаест песама, укључујући и "Брате мурате" која је раније објављена као сингл који је продуцирао Александар "Саша" Хабић. Албум је снимљен у студију Мјузик Фектори, осим пете нумере која је снимљена у студију ПГП РТС. 
Бубњар Ратко "Рале" Љубичић није се појавио на албуму пошто је претходно напустио бенд и прво га је заменио Марко Миливојевић, а потом Петар "Пера Звер" Радмиловић.

## Чланови
- Александар "Лука" Лукић (бас)
- Александар "Васа" Васиљевић (гитара, вокал)
- Дејан "Пеја" Пејовић (вокал, тамбура)
- Дејан "Деки" Петровић (вокал)

### Споредни чланови:
- Петар "Пера Звер" Радмиловић (бубњеви)
- Марко Миливојевић (бубњеви на нумери 5) (некредитован на албуму)

## Листа песама
1. "Техничка проба"  (Породица)
2. "Вјенчање" (Александар Васиљевић)
3. "Срећни хипији"  (Александар Васиљевић, Дејан Петровић)
4. "Нико није крив" (Дејан Пејовић)
5. "Брате Мурате "  (Александар Васиљевић, Дејан Петровић)
6. "Боли ме кита" (Александар Васиљевић, Дејан Пејовић)
7. "Параноја"  (Александар Васиљевић, Дејан Пејовић)
8. "Па, па, параноја" (Александар Васиљевић, Дејан Пејовић)
9. "Мали змај" (Александар Васиљевић, Дејан Пејовић)
10. "Ниш, Париз, Тексас" (Александар Васиљевић, Дејан Пејовић)
11. "Мамлазе!"  (Александар Васиљевић, Дејан Пејовић, Дејан Петровић)
12. "Јин и Јанг"  (Фамилија)+
13. „Тумбрлакатукаћака“ (Александар Васиљевић, Дејан Петровић)
14. "Никад више" (Александар Лукић, Александар Васиљевић)